# Golf (geografi)

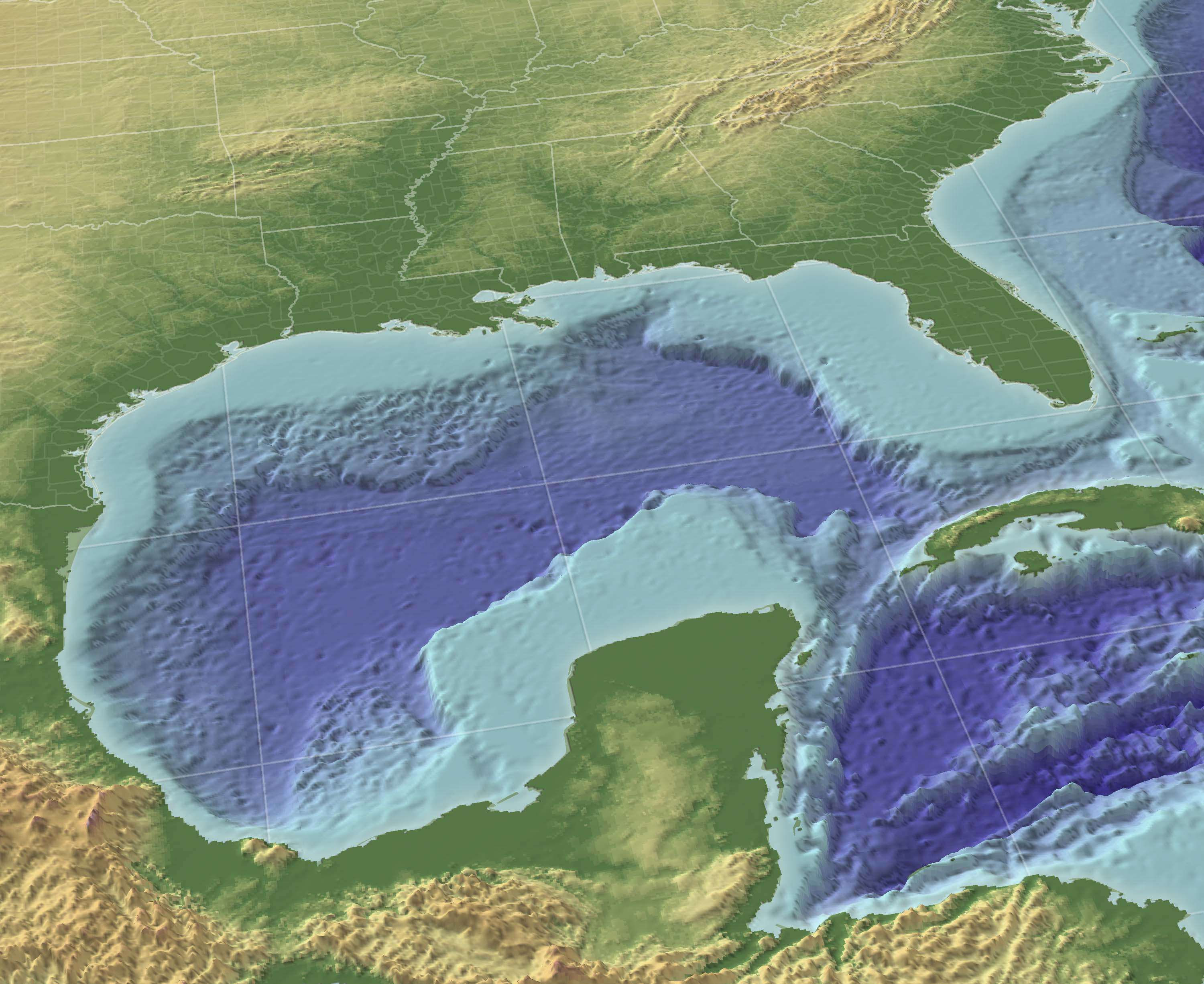
Mexikanska golfen

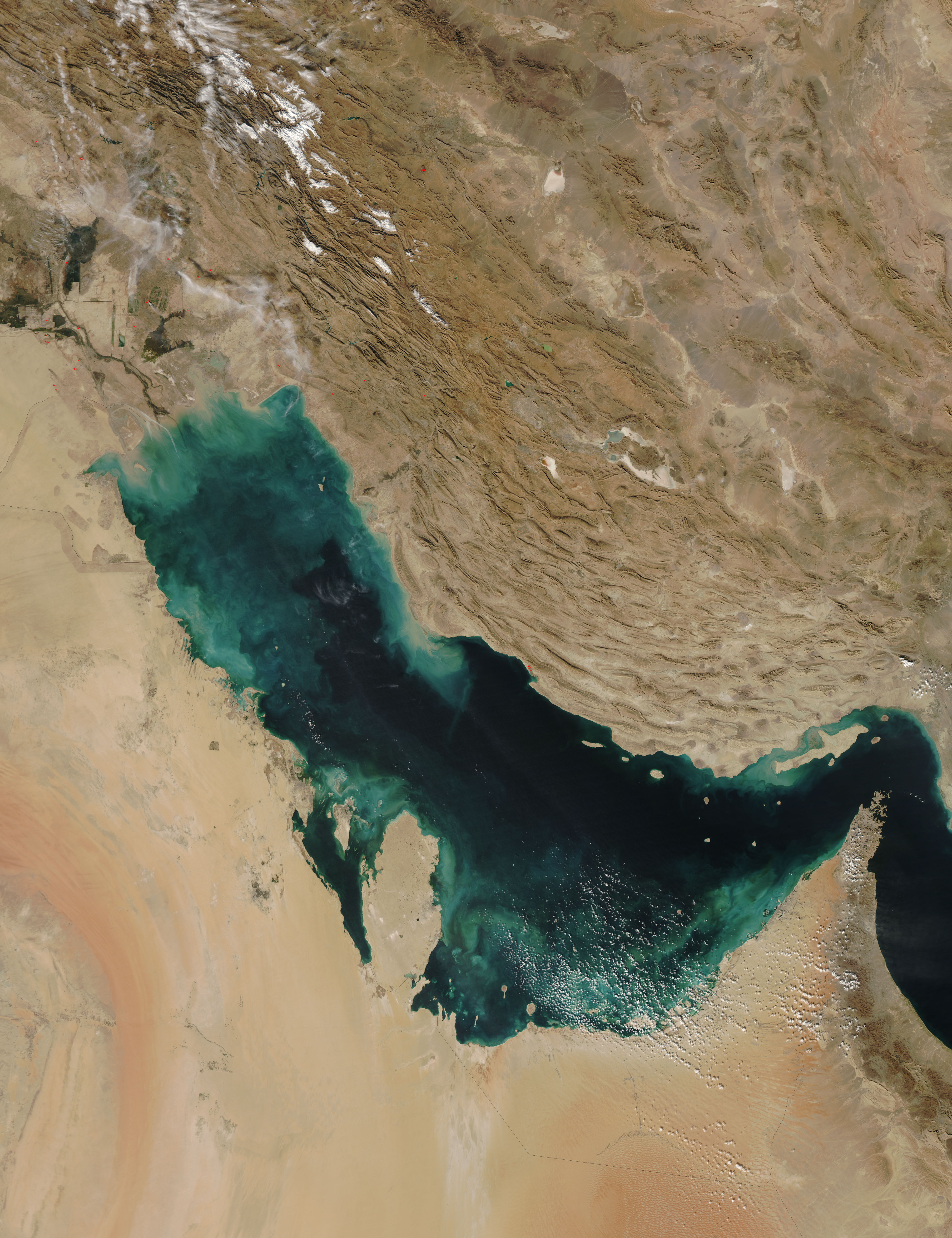
Persiska viken sedd från satellit

En golf (av italienska och spanska golfo) är en stor havsvik eller bukt. Ibland avses mer specifikt en stor vik med ett trängre inlopp. De vanligaste exemplen på ordet i svenskan lär vara i namnen Mexikanska golfen och Golfströmmen.
Ordformen gulf, som i den engelska stavningen av samma ord, förekommer också i svenskan. Persiska viken, som kan betraktas som en golf, kallas ibland Gulfen, även om det inte ses som korrekt språkbruk. Det har dock fått visst genomslag, såsom i ordet gulfstaterna för länderna kring Persiska viken.